# Потребителски генерирано съдържание
Потребителски генерирано съдържание (от английски: user-generated content или UGC) е термин, описващ всяка форма на съдържание като дигитални изображения, видео, текст, публикации в дискусионна форма, аудио съдържание и други медийни форми, създадени от крайните потребители на онлайн система или услуга. То е достъпно в публичното пространство за останалите потребители. Терминът се среща още като „consumer generated media“ (CGM) или „user-created content“ (UCC).
Терминът „потребителски генерирано съдържание“ и концепцията, към която се отнася, навлязоха в употреба в началото на 21 век, като се появиха в кръговете за Интернет публикации и продуциране на съдържание чрез новите медии. BBC открива платформа за потребителски генерирано съдържание за своите уебсайтове през 2005 година, а списание ТIME обявява „Ти“ за Човек на годината през 2006, насочвайки публичното внимание върху нарастването на създаденото от потребители съдържание на платформи от Уеб 2.0.
Потребителски генерираното съдържание има различни приложения в практиката, които включват решаване на проблеми, новини, забавление, реклама, клюки и изследвания. То е пример за демократизацията на създаването на съдържание; за сравнение през 1970-те и 1980-те години традиционните единици, упражняващи контрол върху достъпа, като редактори на вестници, издатели и новинарските блокове, одобряваха цялото съдържание и информация, преди тя да бъде публикувана и разпространена. През 1990-те години и в началото на 21 век, когато медийното производство чрез новите технологии става все по-достъпно, лесно и удобно за потребителите, както и на достъпни цени, огромен брой хора могат да публикуват текст, дигитални снимки и дигитални видеа в онлайн пространството с много малко или никакъв контрол или филтри.

## Дефиниция
Появата на UGC отбелязва постепенна промяна сред медийните организации от създаването на онлайн съдържание до снабдяването на аматьорите с оборудване, за да публикуват те тяхното съдържание. Потребителски генерираното съдържание също така се характеризира като гражданска медия за разлика от „медията на пакетираната храна“ от миналия век. Първото се отнася до двупосочен процес в контраст с еднопосочното разпространение на последното. Диалогичната или двупосочна медия е ключова характеристика на така наречената Web 2.0, която поощрява публукването на собствено съдържание от потребителите и коментирането на съдържанието на други потребители. Гражданската медия е в своята същност обратна връзка, генерирана от публиките, и медийно покритие. Хората дават своите отзиви и споделят истории под формата на генерирано и качено онлайн от потребителите аудио и видео съдържание.
Следователно ролята на пасивната аудитория се е изменила с раждането на новите медии и броят на потребителите, които се възползват от интерактивните възможности, постоянно нараства особено тези за създаване на самостоятелно съдържание в интернет. Тогава масовото експериметиране генерира иновации по отношение на звуците, артистите, техниките и асоциациите с аудитории, които се използват в медийния свят. Днес активната, участваща и креативна публика доминира с относително достъпни медии, инструменти и приложения и нейната култура на свой ред влияе на медийните корпорации и на публиките в глобален мащаб.
Организацията за икономическо сътрудничество и развитие е дефинирала три основни характеристики на потребителски генерираното съдържание:
1. Изискване за публикация: Докато UGC би могло да се създаде от даден потребител и никога да не се публикува онлайн или където и да е, тук се фокусираме върху творчеството, което е публикувано в някакъв контекст, било то в публично достъпен уебсайт или на страница на сайта на социална мрежа, достъпна само за избрана група хора като например състуденти. Това представлява полезен начин да се изключи имейла, друпосочните инстантни съобщения и други подобни.
2. Творческо усилие се влага в създаването на работата или адаптирането на вече съществуващи работи за конструирането на нова такава (например потребителите трябва да добавят собствена стойност към работата). UGC често притежава и елемент на съвместна работа като пример в случаите с уебсайтове, които потребителите могат да обработват, като си сътрудничат. Например само записването на част от телевизионно предаване и публикуването му на уебсайт за онлайн видеа (често срещана дейност на UGC сайтове) не би могло да се счита за UGC. Ако обаче потребител качи свои снимки, изрази своите мисли в блог или създаде ново музикално видео, това се смята за UGC. И все пак е трудно да се определи минималното количество творческо усилие и то зависи от контекста.
3. Създаване на съдържание извън професионалните рутини и практики: В повечето случаи потребителски генерираното съдържание се създава извън професионалните рутини и практики. То най-често не съдържа институционален или комерсиален търговски контекст. В екстремни случаи, UGC може да бъде произведено от непрофесионалисти без очаквания за печалба или възнаграждение. Мотивационните фактори включват: свързване със съмишленици, достигане до определено ниво на слава, известност или престиж и желанието на човек да изрази себе си.

Важно е човек да има цел, преди да опита да стане част от UGC средата. Например компаниите могат да помолят своите потребители да публикуват своите отзиви директно на Facebook страницата им. Това може да се окаже катастрофално, ако потребителят остави коментар, който отблъсква хората от дадения продукт.
Простото копиране и поставяне или свързване чрез хипервръзка също може да бъде разглеждано като потребителски генерирано себеизразяване. Самото действие на копиране на дадена работа или свързване към нея би могло да мотивира създателя, да изрази вкуса на човека, който копира или създава връзката. Сайтовете Digg.com иStumbleUpon.com са добър пример за среда, в която се случва подобен тип свързване чрез хипервръзки. В кулминацията на такива свързвания вкусовете на човека в обществото могат много добре да се идентифицират и това да го направи уникален.
Накратко UGC се появява когато клиентите на даден продукт създават и разпространяват онлайн идеи за продукта или фирмата, която го продава. Тези идеи най-често са под формата на текст, но се появяват и под формата на музика, снимки или видеа. UGC притежава три ключови характеристики: (1) Публикацията идва от потребителите на един продукт вместо от фирмата, която го продава; (2) креативно е по природа и потребителят добавя нещо ново; (3) публикува се онлайн и обикновено е общодостъпно.

## Медиен плурализъм
Според Сиско Систъмс през 2016 година средно 96 000 петабайта са се трансферирали месечно през Интернет, два пъти повече отколкото през 2012 година. През 2016 броят на активните уебсайтове надхвърля 1 милиард, докато пред 2012 те са били около 700 милиона. Това означава, че съдържанието, до което към момента имаме достъп, е по-разнообразно всякога.
Достигайки 2 милиарда активни потребители дневно през юни 2017, Facebook се превръща в най-популярната платформа за социали медии в глобален мащаб. Други платформи за социални медии също са доминантни на регионално ниво като например: Twitter в Япония, Naver в Република Кореа, Instagram (притежавана от Facebook) и LinkedIn (притежавана от Microsoft) в Африка, VKontakte и Odnoklassniki в Русия и другите страни от Централна и Източна Европа, WeChat и Tencent QQ в Китай.
И все пак на глобално ниво се наблюдава феномен на концентриране. Той дава надмощие на няколко онлайн платформи, набиращи популярност заради някои уникални свойства, които предоставят, най-често заради допълнителна защита на личните данни чрез изчезващи съобщения и крайно криптиране (примери: WhatsApp, Snapchat, Signal и Telegram), но те имат тенденцията да запълват ниши и да улесняват обмена на информация, която по-скоро да остава невидима за широката публика.
Произвеждането на свободно достъпна информация се е увеличило от 2012 година. През януари 2017 в Уикипедия се съдържат повече от 43 милиона статии – почти двойно повече от тези през януари 5 години по-рано. Това съответства на прогресивното разнообразие от съдържание и на увеличаването на статиите на езици, различни от английския. През 2017 година по-малко от 12 процента от съдържанието в Уикипедия е било на английски език, което отбелязва спад спрямо 18 процента през 2012. Робърт Греъм, Щрауман и Хоган казват, че повишаването на достъпността и разнообразието от съдържание не е довело до драстична промяна в структурите и процесите за генериране на знания. Например въпреки че съдържанието за Африка се е увеличило драстично, значителен дял от него е продължавал да се произвежда от хора от Северна Америка и Европа вместно от местни африканци.

## История
Не трябва да се забравя, че масивният по обем Оксфордски английски речник е съставен изключително от потребителски генерирано съдържание. През 1857 година Ричард Шевеникс Тренч от лондонското филологическото общество е търсил публични статии от целия англоговорещ свят за създаването на първото издание на Оксфордския английски речник. Както Саймън Уинчестър разказва:
| „ | Това, което ще направим, в случай че имаме Вашето съгласие да създадем такъв речник, е да изпратим покани. Ще изпратим тези покани до всяка библиотека, всяко училище, всеки университет, всяка книжарница, които открием в англоговорещия свят.. навсякъде, където се говори или пише на английски с известна степен на ентусиазъм, хората ще бъдат поканени да допринесат с думи. И цялата идея, начинът, по който ще бъдат помолени и инструктирани да го направят, е да четат ненаситно и, когато видят дума, независимо дали е предлог или многосрично чудовище, те трябва.. ако имат интерес и ако мястото, откъдето я прочетат, е в изречение, илюстриращо начина, по който дадената дума се използва, тогава те трябва да я запишат на лист хартия..най-горе вляво се пише думата, избраната дума, която в този случай е „здрач“. След това цитатът, който илюстрира значението на думата. И под него се цитира източникът, в който е бил напечатан.. и след това тома, страницата и така нататък.. и да изпрати тези листи хартия, които са ключът към съставянето на речника, до управлението на речника. | “ |

През следващите десетилетия стотици хиляди приноси са били изпратени до редакторите.
През 1990 година няколко системи за електронни бюлетини са базирани на потребителски генерирано съдържание. Някои от тези системи са преобразувани в уебсайтове, включително сайтът за филмова информация IMDb, който започна като rec.arts.movies през 1990. С развитието на Световната глобална мрежа (World Wide Web) фокусът се измести върху уебсайтове, някои от които бяха базирани на потребителски генерирано съдържание, включително Wikipedia (2001) и Flickr (2004).
През април 2005 година BBC състави пилотен UGC екип, състоящ се от трима служители. След бомбардировките над Лондон от 7 юли 2005 година и експлозията в склада за петрол „Бънсфийлд“ екипът е бил назначен за постоянно и разширен, отразявайки зараждането на същността на гражданския журналист като явление. След бедствието в „Бънсфийлд“ BBC са получили над 5000 снимки от зрители.
През 2006 година CNN лансира CNN iReport, проект, създаден да снабдява медията с потребителски генерирано съдържание от новини. Техният конкурент Fox News също създаде проект с цел събиране на потребителски генерирани новини с подобното заглавие „uReport“. Това беше типично за големите медийни организации през 2005 – 2006, които осъзнаха, особено след бомбардировките в Лондон от 7 юли, че гражданската журналистика може да стане съществена част от новинарските предавания. Sky News например редовно моли своите зрители за снимки и видеа.

## Мотивация за създаването на UGC
Докато ползата, произтичаваща от потебителски генерираното съдържание е ясна за приемника на съдържание, ползата за този, който го създава, е по-индиректна. Съществуват много теории за мотивацията за принос чрез UGC, които варират от алтруистични през социални до материалистични. Заради високата стойност на UGC много сайтове използват различни стимули с цел да насърчат генерирането. Тези стимули основно могат да бъдат разделени на скрити и явни.
1. Скрити стимули: Тези стимули не се основават на нищо доловимо. Социалните стимули са най-често срещаната форма на скрити стимули. Те позволяват на потебителя да се чувства добре като активен член на общността и могат да включват взаимоотношения между потребители като например приятели във Facebook или последователи в Twitter. Социалните стимули могат да включват също и възможността за свързване на потребителите с други, както се наблюдава при вече споменати сайтове като YouTube, който позволява на потребителите са споделят медийно съдържание от собствените си животи с другите. Потребителите също така споделят опита, който имат от използването на даден продукт или услуга. Това подобрява потребителското преживяване, тъй като те имат възможността да вземат информирани решения за закупуването на даден продукт, което ги прави умни потребители. Други често срещани социални стимули са статусът, значките или нивата в сайта, нещо, което потребителят печели, когато достигне определено ниво на участие, което може да е или да не е свързано с допълнителни привилегии. Yahoo! Answers е пример за този тип социални стимули. Последните не струват почти нищо за собственика на сайта, а могат да катализират съществен растеж. Тяхната същност обаче изисква доста голяма вече съществуваща общност, за да може да функционират.

1. Явни стимули: Тези стимули са свързани с осезаеми награди. Примерите включват финансово поощрение, вход за състезание или конкурс, ваучер, купон и други. Директните явни стимули са лесно разбираеми от повечето и имат непосредствена стойност независимо от размера на общността; сайтове като канадската платформа за пазаруване Wishabi и Amazon Mechanical Turk използват този тип финансови стимули по малко по-различен начин, за да насърчат потребителското участие. Недостатъкът на явните стимули е, че те могат да доведат до намаляване мотивацията на потребителя да участва, като в крайна сметка го накарат да вярва, че единствената причина да участва е явният стимул. Това от своя страна намалява влиянието на другата форма на социална или алтруистична мотивация, правейки целия процес по задържане на дълготрайни хора, които допринасят, изключително скъп за приемниците на съдържание.

## Класиране и оценяване
Разпространението на UGC в мрежата снабдява един източник на голям обем данни, достъпни за анализ и предлага ползи за увеличаване качеството на опита на крайните потребители. Социално-научните изследвания могат да спечелят от наличието на достъп до мненията на голяма част потребители от населението и да използват тези данни да правят заключения за техните характерни черти. Приложенията в информационните системи търсят да извлекат данни от крайните потребители, за да подпомагат и подобряват машинно базираните процеси като извеждане на данни и препоръки. Обработването на такъв голям обем от данни, предложени от UGC, налага наличието на функцията тези данни автоматично да се сортират и филтрират според тяхната стойност.
Определянето на стойността на потребителския принос за оценка и класиране може да бъде трудно заради варирането на качеството и структурата на тези данни. Качеството и структурата на данните, осигурени от UGC, зависят от приложението и могат да включват елементи като тагове, отзиви или коментари, които могат да съдържат или да не съдържат полезни метаданни. Освен това стойността на тези данни зависи от специфичната задача, за която ще бъдат използвани, и от наличните функции на домейна на приложението. В крайна сметка стойността може да се определи и оцени според това дали приложението ще бъде в полза на масата хора, на индивидуалния краен потребител или на дизайнера на платформата.
Вариациите от данни и специфичността на стойността резултират в различни подходи и методи за оценяване и класиране на UGC. Изпълнението на всеки метод по същество зависи от свойствата и метриките, на базата на които се изготвя анализът. Следователно е от съществено значение да се разбира целта на задачата и нейната връзка с начина на събиране, структуриране и представяне, за да се избере най-подходящият начин за използването ѝ. Методите за оценка и класиране могат да бъдат разделени в две категории: ориентирани към човека и ориентирани към машините. При онези методи, които наблягат на употребата, ориентирана към хората, оценката и класирането се смята за проблем по отношение на потребителите и тяхната интеракция със системата, докато машинно-ориентирания метод разглежда проблема от страна на машинното учене и изчисленията. Различните методи за оценка и класиране могат да бъдат класифицирани в един от четирите подхода: общностно базиран, потребителски базиран, дизайнерски базиран и хибриден.
- Общностно базираните подходи разчитат на създаването на истинна основа, базирана на мъдростта на тълпата, вземайки под внимание съдържанието от обществен интерес. Оценките от общността на крайните потребители се използват директно за класиране на съдържание в рамките на системата в човешки ориентираните методи. Машинно базираният метод прилага тези оценки на общността в тренинг алгоритми, за да достъпват и класират автоматично потребителски генерирано съдържание.

- Потребителски базираните методи наблягат на разликите между индивидуалните потебители, така че класирането и оценката да могат да се адаптират интерактивно и да бъдат персонализирани, вземайки предвид специфичните изисквания на всеки потребител. Човешки базираният метод отделя специално внимание на интерактивните интерфейси, където потебителите могат да дефинират и предефинират предпочитанията си според смяната на интересите си. От друга страна, машинно базираните методи моделират индивидуалния потребител според явната и скритата информация за него, събрана чрез системните интеракции.

- Дизайнерски базираните методи използват главно машинно базираните такива, за да максимализират разнообразието от съдържание, което се представя на потребителите и за да избегнат ограничаването на пространството от избор на теми и перспективи. Разнообразието от съдържане може да бъде оценено според различни критерии като авторство, теми, мнения и посочени субекти.

- Хибридните методи се стараят да комбинират методи от различни структури, за да развият по-силен метод за оценяване и класиране на UGC. Методите най-често се комбинират по един от двата начина: общностно базираният метод често се използва за разпознаване на хиперлокално съдържание за потребителски базирания метод, а потребителски базираният метод се използва за поддържане на целта на дизайнерски базирания метод.

## Видове
Има много видове потребителски генерирано съдържание: интернет форуми, където хората обсъждат различни теми; блоговете са услуги, където потребителите могат да публикуват за много теми, отзиви за продукти на сайта на търговеца или в социална медия; уики страници като Уикипедия и Уикия позволяват на потребителите, включително анонимни такива, да редактират съдържание. Друг тип потребителски генерирано съдържание са сайтовете на социални мрежи като Facebook, Twitter, Instagram или VK, където потребителите поддържат взаимоотношения с други хора чрез чатове, писане на съобщения или публикуване на изображения или линкове. Сайтове за медиен хостинг като YouTube позволяват на потребителите да публикуват съдържание.

### Уебсайтове
Развлекателните медийни издания включват Reddit, 9Gag, 4chan, Upworthy и Distractify. Сайтове като 9Gag позволяват на потребителите да създават мемета и бързи видеоклипове. Сайтове като Tech in Asia и Buzzfeed ангажират читателите с професионалните общности чрез публикуване на статии с потребителски генерирани секции за коментари. Други видове на такова съдържание са литература, създадена от фенове, като FanFiction.Net, imageboard; различни произведения на изкуството като deviantArt и Newgrounds; сайтове за споделяне на мобилни изображения и видеа като Picasa и Flickr; сайтове за клиентски отзиви; социални мрежи за музика като SoundCloud; сайтове за „crowdfunding“ като Kickstarter; или краудсорсинг. Някои форми на потребителски генерирано съдържание може да се считат за форма на гражданска журналистика.
Пътническата индустрия в частност е започнала да използва UGC на своите уебсайтове с цел да покаже по автентичен начин опита на пътуващите чрез отизиви. Турагенцията за милениали и поколението Z Busabout стартира повторно уебсайта си, включвайки потребителски генерирано съдържание в 99% от изображения и създавайки интерактивна визуализация под формата на карта на най-доброто социално съдържание, което техните клиенти са публикували в реално време, което довежда до повишаване на средното време на сайта с 39% и 9% растеж на резервациите в Англия.
Yelp е друг пример за сайт, който осигурява на местните бизнеси голямо количество потребителски генерирано съдържание. Според техния уебсайт имат средно 27 милиона уникални потребители на месец. За четвъртото тримесечие на 2017 година те имат над 148 милиона ревюта.

### Видеоигри
Видео игрите могат да притежават съдържание, създадено от фенове, под формата на модули, фенски емблеми, преводи от фенове или сървърни емулатори. Някои игри идват с програми, позволяващи редактиране на нивата, с цел подпомагане на тяхното създаване. Няколко масивни онлайн ролеви игри с функционалност за множество играчи като Star Trek Online и EverQuest 2 са интегрирали UGC системи в самата игра. Метаверсията може да бъде свят, създаден от потребителите като Second Life.

### Реклама
Една от популярните употреби на UGC включва сътрудничество между бранда и потребителя. Например видеата „Elf Yourself“ на Jib Jab, които се появяват всяка година около Коледа. Сайтът на Jib Jab позволява на хората да използват снимките на свои приятели и семейство, които са качили, за да направят празнично видео, което да споделят в интернет. Трябва просто да изрежеш и поставиш лицата на хората от снимките в анимирани танцуващи елфи.
Някои брандове също използват UGC изображения, за да подобрят резултатите от платените си реклами в социалните мрежи. Например Toyota използва потребителски генерирани ресурси за рекламната си кампания във Facebook „Feeling the Streets“, с което са успели да повишат общата ангажираност на рекламата до 440%.

### Търговци
Някои уебсайтове за проследяване на сделки като eBay, Dealsplus и FatWallet включват потребителски генерирано съдържание, което позволява на потребителите да публикуват, дискутират и контролират кои сделки се промотират в рамките на общността. Заради зависимостта от социална интеракция тези сайтове спадат към категорията социална търговия.

### Образователна част
Уикипедия, свободна енциклопедия, е една от най-големите бази данни от потребителски генерирано съдържание в света. Платформи като YouTube често се използват като доверен източник на инструкции. Организации като Кан Академия и the Green brothers използват платформите си за качване на серии от видеа на теми като математика, наука и история, за да помагат на зрителите да усъвършенстват и да разбират по-добре основните неща. Образователните подкастове също помагат в ученето чрез аудио платформа. Лични уебсайтове и системи за съобщения като Yahoo Messenger също се използват за предаване на потребителски генерирано образователно съдържание. Освен това съществуват уеб форуми, където потребителите взаимно си разменят съвети.

### Споделяне на снимки
Уебсайтове за споделяне на снимки: Flickr е сайт, в който потребителите могат да качат собствени снимки, които са направили, и да ги класифицират според „мотивацията“ си. Flickr не само приема и съхранява изображения, но и ги прави публично достъпни за повторна употреба.

## Ефект върху журналистиката
Смята се, че съчетаването на потребителски генерирано съдържание с обикновените медийни издания е започнало през 2005 година със създаването на екипа за потребителски генерирано съдържание от BBC. Инкорпорирането на Уеб 2.0 технологиите в медийните уебсайтове позволи на потребителски генерираното съдържание онлайн да се премести от повече социални платформи като MySpace, LiveJournal и лични блогове в тенденцията на онлайн журналистиката под формата на коментари на новинарски статии, написани от професионални журналисти, но също и чрез анкети, споделяне на съдържание и други форми на гражданска журналистика.
От средата на 2000 година на журналистите и издателите се налага да вземат под внимание ефектите, които потребителски генерираното съдържание оказва на публикуването, четенето и споделянето на новини. Изследване на издателските бизнес модели от 2016 година показва, че читатели на онлайн медии оценяват статии, написани и от професионални журналисти, и от потребители, при условие че тези потребители са експерти в релевантна на създаденото от тях съдържание тема. Предвид това е препоръчително сайтовете за онлайн медии да разглеждат себе си не само като източник на статии и други типове журналистика, но също и като платформи за ангажиране и обратна връзка от общностите. Продължителното ангажиране с новинарски сайтове, което е възможно благодарение на интерактивния характер на потребителски генерираното съдържание, се счита за източник на устойчиви приходи за издателите на онлайн журналистика за в бъдеще.

## Приложение в маркетинга
Използването на потребителски генерирано съдържание е изключително популярно в усилията на онлайн маркетинга особено сред милениалите. Основателна причина за това е може би фактът, че 86% от потребителите посочват автентичността като важна, когато решават кои брандове да подкрепят, а 60% вярват, че потребителки генерираното съдържание е не само най-автентичната форма на съдържание, но и най-влиятелната, когато вземат решения за пазаруване.
Все повече компании използват UGC техники в своите маркетингови опити като например Starbucks с кампанията си „White Cup Contest“, при който клиентите се състезаваха да създадат най-добрия надпис върху чашите си.
Ефективността на UGC в маркетинга също е доказано съществена. Например кампанията на Coca-Cola „Share a Coke“, в рамките на която клиентите качваха снимки на себе си с бутилки в социални медии, допринесе за нарастване на приходите им с 2%. Когато става дума за милениалите UGC може да повлияе решението им за покупка в до 59% от времето, а 84% споделят, че UGC на сайтовете на компаниите може да има някакво влияние и върху това какво купуват, обикновено по положителен начин. Като цяло потребителите поставят препоръките и отзивите на другите хора над тези на професионалистите.
Потребителски генерираното съдържание в контекста на маркетинга е известно с това, че подпомага брандовете по редица начини.
- Насърчава ангажираността на потребителите с бранда и удвоява вероятността съдържанието да бъде споделено.
- Изгражда доверие сред потребителите. Имайки предвид, че мнозинството от потребители вярва повече на потребителски генерирано съдържание отколкото на информация, предоставена от бранда, UGC позволява изграждането на по-добри взаимоотношения бранд-потребител.
- Осигурява SEO стойност за брандовете. Това от своя страна означава, че се привлича повече трафик към сайтовете на брандовете и че повече съдържание ще се пренасочва обратно към сайта.
- Гарантира решения за покупка, което ще накара клиентите да продължават да пазаруват. С потребителски генерирано съдържание така нареченият conversion rate (коефициентът на посетителите в даден уебсайт, които правят нещо повече от бегъл преглед на съдържанието или посещение на сайта) се увеличава с близо 4,6%.
- Увеличава броя последователи на различни социални медийн платформи.

## Възможности
Предимството на потребителски генерираното съдържание е, че е бърз и лесен начин за достигане до масите. Ето няколко примера:
- Компаниите могат да използват социални медии за брандинг и за да организират състезания за публиката, в които тя предава своите собствени творения.
- Потребителите и хората от широката публика обичат да се ангажират. Някои използват платформи за разказване на истории едновременно за да споделят и да общуват с други.
- За да се повиши осведомеността, независимо дали е за организация, компания или събитие.
- За да се разгледа гледната точка на членове, с които иначе не бихме имали възможност да се ангажираме.
- Персонализацията на съдържанието – 71% от потребителите харесват персонализирани реклами.

## Правни проблеми
Възможността службите да приемат потребителски генерирано съдържание създава редица правни рискове от по-широкия смисъл до специфичните местни закони. В общи линии е трудно да се разбере кой е извършителят на онлайн престъплението, защото много от тях използват псевдоними или остават анонимни. Понякога може да се проследи. Но в случай на обществен кофишоп, те нямат шанс да разпознаят точния потебител. Също така съществува проблем с въпросите, засягащи изключително вредни, но не и легални действия като например публикуването на съдържание, което предизвиква човека да извърши самоубийство. Това е криминално престъпление, когато има убедителни доказателства, но различните ситуации водят до различни резултати. В зависимост от държавата съществуват определени закони, които произтичат от Уеб 2.0. В САЩ според изключенията „Секция 230“ от Закона за приличие в общуването се твърди, че „нито един доставчик или потребител на интерактивни компютърни услуги не бива да бъде третиран като издател или говорител на каквото и да е съдържание, предоставено от друг източник на информационно съдържание“. Тази клауза ефективно осигурява имунитет за уебсайтове, които предлагат потребителски генерирано съдържание, което е клеветническо, лъжливо или по друг начин вредно дори ако операторът знае, че съдържанието от трети лица е вредно и отказва да го свали. Изключение от това общо правило може да съществува, ако уебсайтът обещае да свали съдържанието и след това не го направи.

### Авторско право
Законите за авторско право също представялват фактор във връзка с потребителски генерираното съдържание, тъй като потребителите биха могли да използват подобни услуги, за да качат онлайн разработки – в частност видеа, които нямат достатъчно права да разпространяват. В много случаи употребата на тези материали може да бъде покрита от местни закони за „честно използване“ особено ако употребата на този материал е трансформираща, т.е. съдържанието е до някаква степен модифицирано. Местните закони също така се различават по това кой е отговорен за всякакви нарушения на авторското право, причинени от потребителски генерирано съдържание; в САЩ Законът за ограничаване на отговорността от нарушения на авторското право онлайн (Online Copyright Infringement Liability Limitation Act (OCILLA)) – част от Закона за авторското право в цифровото хилядолетие (Digital Millennium Copyright Act (DMCA)), съдържа разпоредба за защитени области за „доставчиците на онлайн услуги“, както са определени в закона, който предоставя освобождаване от вторична отговорност за действия нарушаващи авторското право от страна на потребителите. За да може обаче да е подготвена за защитните области, услугата трябва веднага да премахне достъпа до предполагаемите материали на нарушение, след като получи известие от носителя на авторското право или регистрирано лице и доставчикът на услугата трябва да е знаел, че услугата му се използва за нарушителни действия. Според секция 512 от Закона за авторското право в цифровото хилядолетие (Digital Millennium Copyright Act (DMCA)) доставчикът на услугата няма да бъде отговорен, ако не знае, че услугата е нарушителна, но след като разбере, е задължително да я изтрие. Това помага на интернет доставчиците да избягват авторското право, което потребителите създават. Youtube беше част от съдебен процес за милиарди долари, в който Viacom ги осъди за кражба на видеа и спечелване на гледания. В своя защита Youtube използва защитената зона и честното използване.
Във Великобритания законът за клеветата от 1996 година казва, че ако един човек не е автор, редактор или издател и не е знаел за ситуацията, то той не е посъдим. Освен това интернет доставчиците не се смятат за автори, редактори или издатели и не могат да носят отговорност за хора, върху които нямат „ефективен контрол“. Точно както при Закона за авторското право в цифровото хилядолетие, интернет доставчикът трябва незабавно да изтрие съдържанието, веднага щом разбере за него.
Подходът на Европейския съюз е хоризонтален по природа, което означава, че проблемите с гражданската и криминалната отговорност се разглеждат от Директивата за електронната търговия. Секция 4 се занимава в отговорността на интернет доставчиците, докато изпълняват услугите на „свързващо звено“, кашинг и уеб хостинг услуги.

## Проучване
През 2007 година се провежда изследване върху YouTube, анализиращо системите за видео по заявка (Video On Demand). Продължителността на видеото е намаляла двойно заради липсата на потребителски генерирано съдържание, но са наблюдавали бърза производителност. Потребителското поведение е онова, което дава популярност потребителски генерираното съдържание. Дейността P2P (Peer-to-Peer) е била изследвана и е показала огромна полза за системата. Изследвано е също и влиянието на псевдонимното съдържание, споделянето на множество копия и нелегалните качвания.
Проучване, проведено в Йоркския университет в Онтарио през 2012 година, представя като резултат примерна рамка за сравнение на свързано с бранда UGC и разбирането как стратегията, използвана от дадена компания може да повлияе на нагласите към бранда сред различните канали на социални медии, включително Youtube, Twitter и Facebook. Тримата учени от проучването изследвали две марки дрехи, Lululemon Athletica и American Apparel. Разликата между тези два бранда е, че Lulu Lemon е имала последователи в социалните медии, докато при American Apparel случаят е бил пълната противоположност с никакви последователи в социалните медии. Очаквано, за Lulu Lemon има много повече положителни статии, сравнено с American Apparel, за които имат значително по-малко, а именно 64% срещу 22% за Americal Apparel в Twitter, докато във Facebook и YouTube, те са имали грубо равен брой статии/публикации. повлияят начина, по който един бранд се възприема, обикновено в положителна светлина. Проучване на Dhar и Chang, публикувано през 2007 година, показва, че съществуваТова доказва, че социалните медии могат да позитивна корелация между броя на блог постове за даден музикален албум и бъдещите продажби на този албум.